# Emperador Suzong de Tang
L'emperador Suzong (en xinès tradicional: 唐肅宗, en pinyin: Sù zōng) va ser un emperador de la Xina de la dinastia Tang
Suzong va néixer el 21 de febrer del 711 i va arribar al poder arran de l'abdicació del seu pare l'emperador Xuanzong.
Un cap dels kitan, An Lu Shan, es va apoderar de Luoyang el 755 i l'emperador Xuanzong va fugir de Chang'an cap a Jiangnan que caigué en mans dels revoltats, mentre el seu fill Li Heng va anar a Lingwu on, el 12 d'agost va ser declarat emperador Suzong.
Quan l'exèrcit Yan havia capturat la major part del nord de la Xina el 756, les forces Tang restants es van reunir al voltant de Suzong a Lingwu, i el 757, amb les forces Yan delmades després del setge de Suiyang i costoses campanyes a Shanxi, el maig de 757 els Tang van ser derrotats a la batalla de Qingqu. L'emperador Suzong va demanar ajut als uigurs que havien establert el Kanat Uigur a Mongòlia, on ja governava Bayanchur, el successor de Kutlugh Bilgä, a canvi de permís per saquejar la regió de Chang'an un cop recuperada. Els 4.000 genets uigurs van arribar a Fengxiang per unir-se a les forces d'elit Tang i van atacar primer Chang'an, que van recuperar el 29 d'octubre després de la batalla del Temple Xiangji, convertint-la de nou en la capital Tang. Suzong va negociar amb els uigurs en lloc de saquejar Chang'an, fer-ho amb Luoyang, la capital de Dinastia Yan. Els Yan es van retirar a Luoyang perseguits per les forces Tang i uigur, però foren derrotats a la batalla del Pas Tong el 30 de novembre i entrant a Luoyang el 3 de desembre, que va patir un fort saqueig dels uigurs. Els uigurs van retornar a casa i l'ofensiva es va aturar. Els xinesos van rebre també l'ajut del rei de Khotan, Wei-tcho Cheng. L'emperador va donar al kan uigur molts títols i honors i li va prometre 20000 peces de seda cada any. Però la guerra civil a la Xina va continuar i la rebel·lió va ser totalment vençuda fins després de la seva mort.
A la seva cort els eunucs cada cop van anar adquirint cada vegada més influència, fins a un tal extrem que, segons la tradició, el principal eunuc, Li Fuguo,李輔國,(704-762), va assassinar l'esposa imperial, l'Emperadriu Zhang (any 762).
Suzong va morir el 16 de maig del 762 com a conseqüència d'un infart de miocardi.